# Adopcianizmus
Adopcianizmus a gyűjtőneve a kereszténység mindazon irányzatainak, amelyek elsősorban azért, hogy a tiszta monoteizmust megőrizzék, Jézus Krisztusban csak olyan embert látnak, aki különleges módon birtokolja Isten Lelkét és akit Isten a fiává fogadott („adoptált”).
Az adopcionizmus kiindulópontja szerint Krisztus nem valóságos Isten, hanem őt, az embert az örökkévaló Isten úgymond fiává fogadta (adoptálta). A gondolatot az egyik legismertebb újszövetségi igehely értelmezésével lehet megvilágítani, ami Jézus megkeresztelésekor hangzik el: "Ez az én szerelmes fiam, akiben én gyönyörködöm." (Mt 3,17). Az adopcionisták úgy vélekednek, hogy ezzel a kijelentéssel az Atya örökbe fogadta az arra kiérdemesült Názáreti Jézust, az embert, aki a megváltás művének során mintegy megistenült. Ők tehát az 'Isten Fia' kifejezést csupán megtisztelő címként tartják számon.
Fő képviselői: zsidókeresztények az 1. században, Szamoszatai Pál a 3. században és Toledói Elipandus, valamint Urgeli Félix a 8. században.